# Oscar von Forckenbeck

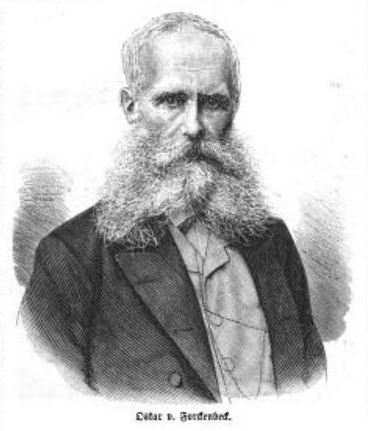
Oscar von Forckenbeck

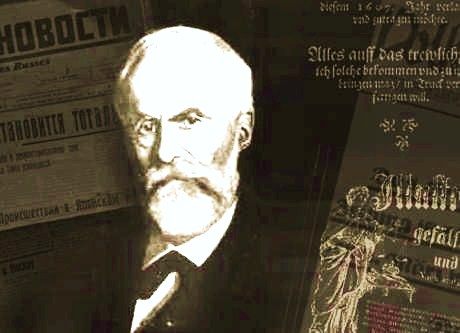
Oscar von Forckenbeck

Oscar von Forckenbeck (* 28. August 1822 in Minden; † 29. Juli 1898 in Wassenberg) war ein deutscher Jurist und Kameralist sowie Gründer des Internationalen Zeitungsmuseums in Aachen.

## Leben und Wirken
Der Sohn des preußischen Generalkonsuls in Helsingör und Geheimen Regierungsrat August von Forckenbeck (1792–1871) sowie Vetter des Politikers Maximilian Franz August von Forckenbeck wohnte und verbrachte seine Schulzeit fernab der Familie Forckenbeck bei Pflegeeltern und studierte danach an den Universitäten Heidelberg, Göttingen und Berlin Jura und Kameralistik. Parallel zu seinem Studium unternahm Forckenbeck in dieser Zeit schon mehrere Auslandsreisen, unter anderem mit dem Sprach- und Literaturwissenschaftler und Juristen Jakob Grimm nach Skandinavien, dessen Vorlesungen er unter anderem in Göttingen und in Berlin besuchte. Da ihm auf Grund der vielen Reisen die Zeit fehlte, ein Assessorexamen abzulegen, blieb ihm die höhere Beamtenlaufbahn versagt.
Stattdessen nahm Forckenbeck im Jahre 1851 zunächst eine Position als Amtmann in Rheine an, die er bis 1861 bekleidete. Darüber hinaus wurde er hier noch ab 1852 zum Bürgermeister gewählt. Zwischenzeitlich heiratete er 1860 Maria Packenius (1838–1921), Tochter des reichen Gutsbesitzers und Bürgermeisters von Wassenberg Alexander Packenius, woraufhin Forckenbeck sich nach der von ihm nicht sehr geschätzten Amtszeit in Rheine auf dem Schwiegerelterlichen Gut Packenius, dem heutigen Haus Forckenbeck in Wassenberg niederließ. Hier arbeitete er als Privatgelehrter und in der Funktion eines mit der Natur verbundenen Gutsverwalters. So ließ er hier unter anderem zwischen 1870 und 1890 eine seit dem 14. Jahrhundert als Judenbruch bekannte Sumpf- und Moorlandschaft von seinem Förster zu einer großzügigen Parklandschaft kultivieren, zu der auch viele Neuanpflanzungen von seltenen und exotischen Gehölzen, die er von seinen Weltreisen mitbrachte, gehörten.
Zwischendurch ereilte ihn immer wieder das Fernweh und er unternahm als sprachkundiger und geographisch interessierter Mensch Reisen zu fast allen Kontinenten der Erde. Auf diesen Reisen wurde ihm lange vor der Begründung einer Zeitungswissenschaft bewusst, dass der Wert einer Zeitung ein aufbewahrungswürdiges und zu erforschendes Kulturgut ist und so fing er ab 1884 an, Zeitungen aus aller Welt zu sammeln.
Unbeirrt von der Verständnislosigkeit der Bevölkerung setzte er im Jahre 1885 die Gründung eines Zeitungsmuseums in Aachen durch, welches für die Öffentlichkeit zugänglich gemacht werden sollte. Hier sortierte Forckenbeck die Sammlungen nach biographischen, historischen und kulturhistorischen sowie quellenmäßigen Gesichtspunkten und präsentierte schließlich mit großem Erfolg am 28. Februar 1886 die erste öffentliche Ausstellung im Aachener Suermondt-Museum. Drei Jahre später, am 1. April 1889, gab er mit Max Schlesinger (1846–1919) die erste umfassende Zeitschrift: Das Zeitungsmuseum heraus, die später ab 1892 bis 1900 von Schlesinger alleine verlegt wurde. Ab dem Jahre 1890 wurde ihm seitens der Stadt Aachen das Foyer des Stadttheaters als Lesesaal zur Verfügung gestellt, und die Bevölkerung konnte hier aus mehr als 300 laufend bezogenen in- und ausländischen Exemplaren wählen.
Nach Forckenbecks Tod im Jahre 1898 übertrug seine Witwe die mittlerweile über 80.000 Exemplaren umfassende Sammlung sowie etwa 1.500 Bücher mit noch von ihm selbst festgelegten Auflagen der Stadt Aachen. Ihm zu Ehren wurde posthum sowohl in Rheine als auch in Aachen jeweils eine Straße nach ihm benannt.